# My Słowianie
«My Słowianie» (en castellano: «Nosotros, los eslavos»), también conocido como «My Słowianie - We Are Slavic», es un sencillo de la cantante polaca Cleo en colaboración con Donatan. La canción fue lanzada el 4 de noviembre de 2013 como descarga digital en Polonia y fue elegida para representar al país en el Festival de Eurovisión 2014 en Copenhague, Dinamarca, donde alcanzó el puesto 14.

## Grabación y lanzamiento
La canción fue grabada en los estudios Gorycki y Sznyterman de la localidad polaca de Cracovia. La mezcla y masterización fue llevado a cabo por el miembro de la banda Delight Jarosław "Jaro" Baran. El sencillo se puede encontrar en dos versiones; la original en polaco, "My Słowianie", y en inglés, como "Slavic Girls".
La interpretación de la canción en Eurovisión incluye partes tanto en idioma polaco como en inglés. Sin embargo, Donatan, el productor de la canción, anunció que no estaría en el escenario junto a Cleo y el resto de bailarinas polacas.

## Videoclip
El videoclip del sencillo también fue estrenado el 4 de noviembre de 2013 junto con la descarga digital oficial y fue dirigido por Piotr Smoleński. El vídeo musical fue filmado en el Museo de Agricultura (Muzeum Rolnictwa) de Ciechanowiec.
En el videoclip aparecen chicas del Coro y Danza de la Universidad de Varsovia, "Warszawianka", acompañando a Cleo en su actuación en una aldea rural polaca, que muestra a unas jóvenes aprendices agricultoras y pastoras vestidas con ropa tradicional polaca en distintas labores de producción de alimentos y leche. Por su naturaleza sexual y provocativa, el videoclip alcanzó las 15 millones de visitas en YouTube en menos de tres semanas.
Las modelos Ola Ciupa y Kamila Smogulecka, conocida artísticamente como Luxuria Astaroth, aparecen en el videoclip. Ola Ciupa viajó con Cleo y Donatan al Festival de Eurovisión 2014 en Copenhague y fue una de las dos modelos —la otra fue Paula Tumala— que actuó en el escenario como lavandera, mientras que Luxuria Astaroth, de dieciocho años, aparece en el videoclip como instructora de las pastoras y en el sugerente baño del final.

## Festival de Eurovisión 2014
Polonia volvió a participar en el Festival de Eurovisión tras tres años ausentes desde 2011. Para la edición de 2014 en Copenhague, Dinamarca, "My Słowianie" fue selecciona de forma interna por la cadena nacional polaca Telewizja Polska (TVP), que se clasificó en la segunda semifinal ya en el festival.
La actuación de Cleo y las bailarinas polacas en Copenhague fue criticada por algunos medios de comunicación por sus alusiones sexuales en la puesta en escena. El videoclip ya despertó éste y otros tipo de comentarios machistas cuando se supo que "My Słowianie" sería la representante polaca, debido al contenido sexual y provocativo que muestran las agricultoras y pastoras que aparecen en el videoclip. Cleo y Donatan aseguraron no comprender la polémica: "Estamos mostrando la belleza de las chicas polacas".
"My Słowianie" terminó en el puesto 14.º en la final, con 62 puntos. Sin embargo, hubo cierta controversia en el resultado del televoto, en el que Polonia se clasificó quinto, con 162 puntos (la máxima puntuación de Reino Unido, Irlanda, Noruega y Ucrania). Pese a ello, Polonia no consiguió ningún punto desde el reparto de votos final por parte del Reino Unido e Irlanda aunque había sido el primero en la votación del público. Esto ocurrió porque el jurado británico e irlandés las situó en último lugar (25.º). Este hecho fue ampliamente comentado por los medios de comunicación británicos.

## Lista de éxitos
| Lista (2013–14)                  | Máxima posición |
| -------------------------------- | --------------- |
| Polonia (Polish Airplay Top 100) | 2               |